# شورورز
شورورز، روستایی از توابع بخش طاغنکوه شهرستان فیروزه در استان خراسان رضوی ایران است.

## جمعیت
این روستا در دهستان طاغنکوه جنوبی قرار دارد و براساس سرشماری مرکز آمار ایران در سال ۱۳۸۵، جمعیت آن ۳۵۰ نفر (۹۰خانوار) بوده‌است.